# 蘇布拉提·貝爾
蘇布拉提.貝爾（英語：Subrata Pal）（1986年12月24日—） ，經常被稱為「保羅」， 是印度足球運動員，目前是印度的國家足球隊守門員。

## 重要事件
於2005年，印度球會Dempo FC前鋒儒尼奧爾在12月5日的一場比賽中攻入個人第二記進球時，被Mohun Bagan門將貝爾打中面部後死亡。驗屍報告稱，出生在巴西的儒尼奧爾死前曾心臟病發作。
貝爾承認了自己的錯誤，但表示無意傷害儒尼奧爾，後來印度足協(AIFF)認為只需要讓他反省一段時間，對他處以禁賽3個月。